# Walentina Semjonowna Chetagurowa

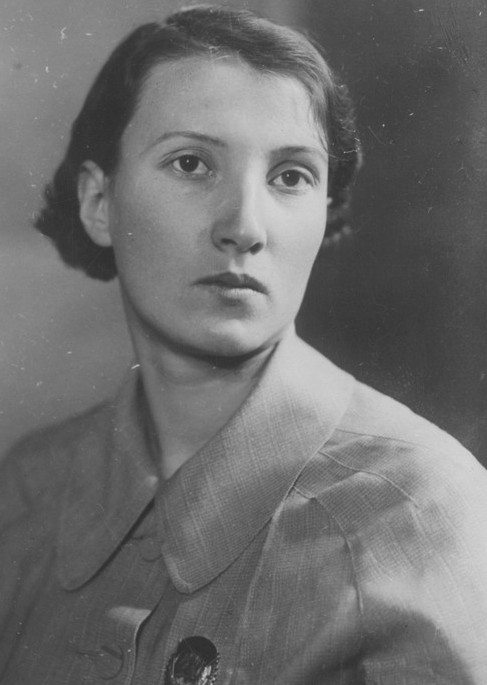
Walentina Semjonowna Chetagurowa (1938)

Walentina Semjonowna Chetagurowa, geboren Sarubina, (russisch Валентина Семёновна Хетагурова, урожд. Зарубина; * 1914 in St. Petersburg; † 1992) war eine sowjetische bzw. russische Komsomol-Aktivistin.

## Leben
Mit 17 Jahren ließ sich die aus einer Arbeiterfamilie stammende Komsomolzin  Sarubina 1932 für den Bau von Befestigungsanlagen um die Siedlung De-Kastri an der Küste des Japanischen Meers bei Bogorodskoje (Region Chabarowsk) anwerben, wo sie dann als Zeichnerin arbeitete. Sie wurde Vorsitzende der Komsomol-Zelle auf der Baustelle, kämpfte gegen das Analphabetentum und organisierte Subbotniks. Bald heiratete sie den Fernost-Rotbannerarmee-Abteilungskommandeur Georgi Chetagurow. Zusammen mit den Frauen der Einheit half sie dem Kommando bei der Einrichtung der Versorgungsstruktur und organisierte Freizeitaktivitäten für die Soldaten. Sie erhielt 1936 den Orden des Roten Banners der Arbeit und vom Volkskommissar für Verteidigung der UdSSR Kliment Woroschilow eine goldene Uhr.
Allgemein bekannt wurde Chetagurowa im Februar 1937 durch die Veröffentlichung ihres Briefes an die jungen Frauen der UdSSR in der Komsomolskaja Prawda mit dem Aufruf, nach Fernost zu kommen, wo Frauen fehlten, und dort zu leben und zu arbeiten. Allein in der Zeit vom 23. bis zum 27. März 1937 erhielt sie 1770 Briefe von Frauen, die dem Aufruf folgen wollten und dann Chetagurowki genannt wurden. Im April 1937 wurde ein erster Eisenbahnzug mit Chetagurowki aus Moskau nach Chabarowsk geschickt. Bis zum Herbst 1937 waren 11.500 Komsomolzinnen nach Fernost gekommen.
Die Chetagurowki-Bewegung war Thema eines Essays von Jewgeni Petrow (1937), eines Liedes von Isaak Dunajewski und eines Versromans von Jewgeni Dolmatowski.
Am 12. Dezember 1937 wurde Chetagurowa in den Obersten Sowjet der UdSSR gewählt.
Chetagurowa hatte drei Kinder. Sie starb 1992 und wurde in Moskau auf dem Nowodewitschi-Friedhof  begraben. Eine Straße in Komsomolsk am Amur wurde nach ihr benannt.